# Frölunda HC 2010/2011
Elitserien i ishockey 2010/2011 blir Frölunda HC:s 31:a säsong i Elitserien i ishockey. 

## Silly Season
Silly season började med att Janne Niskala valde att ta chansen för spel i Kontinental Hockey League (KHL) – och Joakim Andersson, skriver ett treårskontrakt med Detroit Red Wings.
För tillfället har klubben gjort klart att Jens Karlsson och Martin Røymark inte har erbjudits några nya kontrakt, och att Mikael Johansson skrivit ett tvåårskontrakt. Följande vecka skrev Nicklas Lasu ett ettårskontrakt med Frölunda, och Patric Blomdahl valde att lämna Frölunda för att förenas med A-laget AIK Ishockey, som tog sig upp till Elitserien.
13 april: Frölunda meddelar att Ulf Dahlén, som fortfarande hade ett år kvar på sitt kontrakt, lämnar sitt uppdrag som tränare för klubben. Beslutet presenterades följande dag. Dahlén erbjöds att fortsätta jobba som coach, eller som assisterande, men avböjde erbjudanden.
21 april: Kent Johansson presenteras som ny tränare för klubben.
I maj skrev Niklas Andersson ett ettårskontrakt, vilket betyder att han kommer att göra sin fjortonde säsong för Frölunda, och målvakten Joakim Lundström skrev ett ettårskontrakt.

## Elitserien
| Nr | Lag            | S  | V  | O  | F  | ÖV | ÖF | GM  | IM  | MS  | P  |
| -- | -------------- | -- | -- | -- | -- | -- | -- | --- | --- | --- | -- |
| 1  | HV71 (RM)      | 55 | 24 | 15 | 16 | 9  | 6  | 173 | 143 | +30 | 96 |
| 2  | Färjestads BK  | 55 | 27 | 9  | 19 | 6  | 3  | 154 | 124 | +30 | 96 |
| 3  | Skellefteå AIK | 55 | 25 | 12 | 18 | 9  | 3  | 173 | 145 | +28 | 96 |
| 4  | Luleå HF       | 55 | 23 | 11 | 21 | 8  | 3  | 129 | 115 | +14 | 88 |
| 5  | Linköpings HC  | 55 | 22 | 14 | 19 | 5  | 9  | 138 | 118 | +20 | 85 |
| 6  | Djurgårdens IF | 55 | 22 | 14 | 19 | 4  | 10 | 140 | 139 | +1  | 84 |
| 7  | Brynäs IF      | 55 | 19 | 16 | 20 | 8  | 8  | 147 | 157 | −10 | 81 |
| 8  | AIK (U)        | 55 | 20 | 12 | 23 | 4  | 8  | 131 | 151 | −20 | 76 |
| 9  | Frölunda HC    | 55 | 19 | 12 | 24 | 5  | 7  | 128 | 158 | −30 | 74 |
| 10 | Timrå IK       | 55 | 17 | 13 | 25 | 9  | 4  | 140 | 165 | −25 | 73 |
| 11 | Södertälje SK  | 55 | 20 | 9  | 26 | 2  | 7  | 132 | 164 | −32 | 71 |
| 12 | Modo           | 55 | 17 | 13 | 25 | 6  | 7  | 147 | 153 | −6  | 70 |

Data hämtade från Svenska Ishockeyförbundet

## Transaktioner
| Nyförvärv till Frölunda HC | Nyförvärv till Frölunda HC | Nyförvärv till Frölunda HC |
| -------------------------- | -------------------------- | -------------------------- |
| Spelare                    | Tidigare klubb             | Kontrakterad               |
| Joakim Lundström           | IF Sundsvall Hockey        | 1 år                       |
| Kent Johansson             | Tränare HC Lugano          | ? år                       |
| William Wallén             | St. Michael's Majors       | 2 år                       |

| Förlänger med Frölunda HC | Förlänger med Frölunda HC |
| ------------------------- | ------------------------- |
| Spelare                   | Kontrakterad              |
| Mikael Johansson          | 2 år                      |
| Nicklas Lasu              | 1 år                      |
| Niklas Andersson          | 1 år                      |

| Lämnar Frölunda HC   | Lämnar Frölunda HC     |
| -------------------- | ---------------------- |
| Spelare              | Nytt lag               |
| Janne Niskala        | Metallurg Magnitogorsk |
| Joakim Andersson     | Detroit Red Wings      |
| Patric Blomdahl      | AIK                    |
| Ulf Dahlén (tränare) | ?                      |
| Jens Karlsson        | Borås HC               |
| Martin Røymark       | Timrå IK               |

| Lämnar Frölunda HC under säsongen | Lämnar Frölunda HC under säsongen | Lämnar Frölunda HC under säsongen |
| --------------------------------- | --------------------------------- | --------------------------------- |
| Spelare                           | Nytt lag                          | Datum                             |